# William Orville Ayres
William Orville Ayres (11 de setembre del 1817 - 30 d'abril del 1887) fou un metge i ictiòleg estatunidenc.

## Biografia
Va néixer a Connecticut i va estudiar per a ésser metge a la Facultat de Medicina de la Universitat Yale. També es va interessar en la història natural (sobretot, en ornitologia) i fou amic del famós ornitòleg i pintor John James Audubon, el qual va anomenar una espècie de picot (Picus ayresii) amb el seu nom tal com és esmentat en la seua obra Birds of America:
"He anomenat aquest bell ocell segons el meu jove i savi amic W. O. AYRES, Esq., el qual és ben conegut per la ciència com un excel·lent ictiòleg i, també, com un bon coneixedor de les aus del nostre país."
El 1844, i segons Hawkes, "Ayres es va tornar cap a l'aigua, plena de vida atractiva i carregada d'interès per a ell."
Va emigrar a San Francisco el 1854 i va esdevenir un dels membres principals de l'Acadèmia de les Ciències de Califòrnia, la qual es reunia tots o cada dos dilluns a la tarda durant el període de 1850 a 1870 per a assabentar-se dels nous descobriments d'història natural esdevinguts a Califòrnia. A més de mantindre una pràctica mèdica de gran prestigi, Ayres sovint presentava descripcions dels peixos que ell trobava als mercats de peix i, fins i tot, exposava informació sobre ocells en algunes de les reunions. Com a primer curador en ictiologia de l'Acadèmia de les Ciències de Califòrnia, Ayres va escriure molts informes sobre els peixos de Califòrnia, tot i les deficiències de les instal·lacions. En una carta a un col·lega de la Smithsonian Institution, Ayres va demanar suport per a l'Acadèmia:
"Estic treballant ací, en la foscor, de la millor manera que puc i amb gairebé res, siguin llibres o d'altres mitjans de referència, i les errades que faig alguns de vostès, més avantatjosament instal·lats, les hauran d'esmenar."
Atès que no hi havia revistes científiques disponibles en aquella època, Ayres va aprofitar els diaris locals per publicar les seues descripcions de peixos (com ara, el San Francisco's Pacific i el Placer Times). No obstant això, la crítica despietada de Theodore Nicholas Gill va ocasionar que finalment Ayres deixés les seues investigacions ictiològiques el 1864. Se'n va anar de San Francisco l'any 1871 i va tornar a l'est (primer a Chicago -Illinois-, on va patir greus revessos financers, i després, el 1878, a New Haven -Connecticut- on va reprendre la seua professió com a metge i va impartir classes a l'Escola de Medicina de Yale.
L'any 1882 Ayres va escriure un article al The American Naturalist titulat "The Ancient Man of Calaveras" sobre l'anomenat Crani de Calaveras (un crani humà trobat aleshores en una mina del comtat de Calaveras a Califòrnia). Ell va defensar la tesi que el susdit crani era d'origen antic, encara que avui en dia hom creu que tot va ésser un engany.

## Alguns tàxons descrits per W. O. Ayres
- Anoplopoma (Ayres, 1859)
- Malacosteus (Ayres, 1848)
- Seriphus (Ayres, 1860)
- Peprilus simillimus (Ayres, 1860)
- Anarrhichthys ocellatus (Ayres, 1855)
- Lepidopsetta bilineata (Ayres, 1855)
- Trachurus symmetricus (Ayres, 1855)
- Semicossyphus pulcher (Ayres, 1854)
- Atherinops affinis (Ayres, 1860)
- Atractoscion nobilis (Ayres, 1860)
- Ptychocheilus grandis (Ayres, 1854)
- Notorynchus (Ayres, 1855)
- Anarrhichthys (Ayres, 1855)
- Cebidichthys (Ayres, 1855)
- Stereolepis (Ayres, 1859)
- Allosmerus elongatus (Ayres, 1854)
- Sebastes paucispinis (Ayres, 1854)
- Gymnothorax mordax (Ayres, 1859)
- Halichoeres semicinctus (Ayres, 1859)
- Girella nigricans (Ayres, 1860)
- Spirinchus thaleichthys (Ayres, 1860)
- Paralichthys californicus (Ayres, 1859)
- Rhinobatos productus (Ayres, 1854)
- Brosmophycis marginata (Ayres, 1854)
- Leuresthes tenuis (Ayres, 1860)
- Genyonemus lineatus (Ayres, 1855)
- Orthodon microlepidotus (Ayres, 1854)
- Pogonichthys macrolepidotus (Ayres, 1854)
- Torpedo californica (Ayres, 1855)
- Merluccius productus (Ayres, 1855)
- Synodus lucioceps (Ayres, 1855)
- Mylopharodon (Ayres, 1855)
- Acipenser medirostris (Ayres, 1854)
- Sebastes flavidus (Ayres, 1862)
- Sebastes elongatus (Ayres, 1859)
- Seriphus politus (Ayres, 1860)
- Sebastes ovalis (Ayres, 1862)
- Sebastes nigrocinctus (Ayres, 1859)
- Sebastes nebulosus (Ayres, 1854)
- Hemilepidotus spinosus (Ayres, 1854)
- Stereolepis gigas (Ayres, 1859)
- Polypterus palmas (Ayres, 1850)
- Catostomus occidentalis (Ayres, 1854)
- Liparis mucosus (Ayres, 1855)
- Liparis pulchellus (Ayres, 1855)
- Cynoscion parvipinnis (Ayres, 1861)
- Malacosteus niger (Ayres, 1848)
- Squatina californica (Ayres, 1859)
- Sebastes helvomaculatus (Ayres, 1859)

## Llista incompleta de les seues publicacions
- 1848: (On a very curious fish). Proc. Boston Soc. Nat. Hist. Vol. 3 (1848-1851). 69-70.
- 1850: Description of a new species of Polypterus, from West Africa. Boston J. Nat. Hist. 6(2):241-246.
- 1854: (Descriptions of new fishes from California). Proc. Calif. Acad. Nat. Sci. 1:5–7.
- 1854: (Descriptions of new fishes from California). Proc. Calif. Acad. Nat. Sci. 1:3–32. (reimprès el 1873 en una segona edició per la Proc. Calif. Acad. Nat. Sci.)
- 1855: New species of California fishes. Proc. Boston Soc. Nat. Hist. 5:94–103.
- 1855: (Descriptions of new species of Californian fishes). A number of short notices read before the Society at several meetings in 1855. Proc. Calif. Acad. Sci., (Ser. 1), vol. 1 (pt. 1) : 23–77.
- 1855: A number of short notices read before the Society at several meetings in 1855. Proceedings of the California Academy of Sciences (Series 1) 1(pt 1): 23-77.
- 1855: Description of Petromyzon plumbeus. Proc. Calif. Acad. Nat. Sci. 1:28.
- 1856: Description of a new species of mackerel, Scomber diego, Ayres. Proc. Calif. Acad. Sci 1:92.
- 1857: Description of the new fishes from California. Proc. Calif. Acad. Natur. Sci. 1:3-22.
- 1859: (On new fishes of the Californian coast). Proceedings of the California Academy of Natural Sciences (Ser. 1), vol. 2 (1858-1862): 25–32.
- 1859: (Descriptions of new species of fishes). Proc. Calif. Acad. Nat. Sci. 2:25–32.
- 1860: On new fishes of the California coast. Proc. Calif. Acad. Sci. 1858-1862 (1863), 2:52-64.
- 1861: (Description of a new ichthyic form from the coast of Lower California). Proceedings of the California Academy of Sciences (Series 1), vol. 2: 156-158.
- 1863: Notes on the sebastoid fishes occurring on the coast of California, U.S.A. Proc. Zool. Soc. Lond. 26:390–402.
- 1863: (Note on Sebastodes rosaceus and Sebastes ruber). Proc. Calif. Acad. Nat. Sci. 2:207.
- 1863: (Descriptions of Sebastodes flavidus and Sebastodes ovalis). Proc. Calif. Acad. Nat. Sci. 2:209–211.
- 1863: (Remarks in relation to the fishes of California which are included in Cuvier's genus Sebastes). Proc. Calif. Acad. Nat. Sci. 2:211–218.

## Observacions
El nom d'Ayres (citat en llatí com a ayresii) és emprat en els noms binomials de diverses espècies d'aus i peixos.